# Semmeringbahn
Semmeringbahn er en jernbanestrækning i Østrig, som forbinder byerne Gloggnitz og Mürzzuschlag over Semmeringpasset. Jernbanen, der var den første normalsporede jernbane i Europa over et bjerg, er en del af den østrigske Südbahn, der oprindelig blev bygget som forbindelse mellem hovedstaden Wien og Østrig-Ungarns vigtigste havn i Trieste. Semmeringbahn er optaget på UNESCOs Verdensarvsliste.

## Historie
Som en af de første jernbanestrækninger i Østrig, ønskede man omkring 1840 af militære og handelsmæssige årsager at bygge en jernbaneforbindelse fra Wien til Trieste og videre til Milano i Italien. I 1842 åbnedes jernforbindelsen mellem Wien og Gloggnitz og i 1844 til 1846 etableredes strækningen fra Mürzzuschlag til Maribor via Graz. Den manglende forbindelsen mellem Gloggnitz og Mürzzuschlag kunne kun etableres over Semmeringpasset, hvilket for datiden ville være en enestående teknisk bedrift.
Man ansatte den venezianske ingeniør Carl Ritter von Ghega til at forestå opgaven. Ghega løste opgaven ved at at udnytte landskabets form og benytte mange kurver, viadukter og tunneller. Det tog seks år (1848 – 1854) at bygge banen, og der skulle omkring 20.000 arbejdere til at gennemføre projektet. Semmeringbahn har en total længde på 41 km, og den gennemgår en højdeforskel på 460 meter. Den har 14 tunneller (hvoraf selve hovedtunnellen er 1,431 m lang), 16 viadukter (hvor flere er i to plan) og over 100 kurvede stenbroer samt 11 mindre jernbroer. 60 % af Semmeringsbahns længde har en stigningsgrad på 20-25 ‰. Strækningen består næsten udelukkende af kurver, og 16 % af disse har en kurveradius på blot 190 meter. Støttemure og bygninger til stationer og banepersonale er i mange tilfælde bygget at det stenmateriale, som blev gravet ud fra tunnellerne. 
Konstruktionen af banen var en helt ny teknisk dimension i jernbanebyggeri, og det var nødvendigt at udvikle helt nye instrumenter og undersøgelsesmetoder for at kunne klare udfordringerne. Man måtte ligeledes konstruere et helt nyt lokomotiv, der kunne tilbagelægge de stejle strækninger. Det såkaldte Engerth-lokomotiv, der blev bygget af Wilhelm von Engerth, var konstrueret, så tender-vognen blev indbygget i selve lokomotivet, hvorved noget af brændstoffet og vandets vægt blev båret af de drivende hjul for at fremme hjulenes greb på skinnerne.
Allerede under planlægningsfasen var man opmærksom på spørgsmålet om landskabsdesign, hvor der skulle være en harmonisk kombination mellem teknologi og natur, hvilket også skulle give en unik rejseoplevelse. Semmeringbahn førte samtidig turisme med til området, og et stort antal hoteller fra denne tid er et stærkt vidnesbyrd for denne epoke. Den øgede turisme i regionen fik dog en brat afslutning med udbruddet af 1. verdenskrig og området har derfor uforandret kunnet bevare sit unikke kulturlandskab.
I 1998 blev Semmeringbahn optaget på UNESCOs Verdensarvsliste.

## Jernbanen i dag
I Østrig anvendes både højre- og venstre kørsel på forskellige jernbanestrækninger. Det skyldes, at man i Østrig oprindelig havde venstrekørsel, men en omlægning til højrekørsel, som blev påbegyndt efter Østrigs Anschluss til Nazi-Tyskland, blev aldrig færdig. Semmeringbahn har fortsat venstrekørsel. Elektrificeringen af strækningen blev taget i brug i 1959, og man benytter i dag de kraftigste el-lokomotiver fra Österreichische Bundesbahnen på strækningen.
I 1860 var køretiden for strækningen 2 timer og 4 minutter med en trækvægt på 140 tons. I dag er køretiden 42 minutter med en trækvægt på 1.000 tons. Semmeringbahn er den del af den vigtige Südbahn, der er en af de mest befærdede strækninger i Østrig. Banestrækningen giver i dag nogle driftsmæssige indskrænkninger:
- Den forholdsvist lange køretid over strækningen er ikke konkurrencedygtig med biltrafikken
- Tunnelerne giver nogle begrænsninger for godstrafikkens vogne, ligesom der ikke kan benyttes dobbeltdækkervogne til passagertransport.
- De kraftige stigninger kræver flere træklokomotiver på lange godstog, eller de må opdeles i flere dele, hvilket er omkostningsfyldt
- Hastigheden på jernbanen kan vanskeligt sættes yderligere op på grund af den mange små kurveradier
- De mange viadukter, broer og tunneller er dyre i vedligeholdelse

Samtidig stiger presset på jernbanen efter Sloveniens indtræden i EU i 2004, fordi der er øget transportbehov på nord-syd-aksen.
I 1989 projekterede man en en ny Semmeringbasistunnel, der skal reducere køretiden på Südbahn med mindst 30 minutter og samtidig fjerne de tekniske begrænsninger ved Semmeringbahn. Den nuværende banestrækning er derefter tænkt opretholdt til regional- og turismekørsel. Den nye basistunnel indgår i Österreichische Bundesbahnens projektplan, og i foråret 2008 har man fastlagt den endelige sporplacering. Herefter forestår den tekniske projektering. Det er endnu ikke fastlagt, om og hvornår strækningen skal bygges. Særligt har den østrigske delstat Niederösterreich været imod at bygge en tunnel, men Østrigs trafikminister og delstatsformanden for Niederösterreich har med den nu valgte strækning indgået et kompromis.